# Czarna (gemeente in powiat Dębicki)
De gemeente Czarna is een landgemeente in woiwodschap Subkarpaten, in powiat Dębicki.
De zetel van de gemeente is in Czarna.
Op 30 juni 2005, telde de gemeente 12 433 inwoners.

## Administratieve plaatsen (sołectwo)
Borowa, Chotowa, Czarna, Głowaczowa, Golemki, Grabiny, Jaźwiny, Podlesie, Przeryty Bór, Przyborów, Róża, Stara Jastrząbka, Stary Jawornik, Żdżary